# Catacraerus inductus
Catacraerus inductus är en skalbaggsart som beskrevs av Thérond 1957. Catacraerus inductus ingår i släktet Catacraerus och familjen stumpbaggar. Inga underarter finns listade i Catalogue of Life.